# Tulipa tarbagataica
Tulipa tarbagataica là một loài thực vật có hoa trong họ Liliaceae. Loài này được D.Y.Tan & X.Wei mô tả khoa học đầu tiên năm 2000.